# Five Guys
Five Guys er en fastfood restaurantkæde med fokus på hamburgere, hotdogs og pommes frites med hovedkvarter i Lorton, Virginia. Den første Five Guys restaurant åbnede i 1986 i Arlington, Virginia, og mellem 1986 og 2001 blev kæden udvidet til fem lokaliteter spredt gennem Washington, DC metro område.
I begyndelsen af 2003 begyndte kæden franchising, hvilket åbnede dørene til en hurtig ekspansion. På halvandet år solgte kæden over 300 franchisesteder. I 2012 havde Five Guys over 1.000 steder åbne i hele USA og Canada og over 1.500 steder under udvikling. Fra 2012 var virksomheden den hurtigst voksende fastfood-kæde i USA med en 32,8% stigning i salget fra 2010 til 2011.
 Der er for få eller ingen kildehenvisninger i denne artikel, hvilket er et problem. Du kan hjælpe ved at angive troværdige kilder til de påstande, som fremføres i artiklen.